# Дзиуах
Дзиуах — река в России, протекает в Чеченской Республике. Левая составляющая реки Элистанжи.

## География
Река Дзиуах берёт начало на северном склоне хребта Бахелам. Течёт на север по горе Гаргалам, в горном ущелье вдали от населённых пунктов. Устье реки находится в 15 км по левому берегу реки Элистанжи. Длина реки составляет 11 км, площадь водосборного бассейна — 38 км².

## Данные водного реестра
По данным государственного водного реестра России относится к Западно-Каспийскому бассейновому округу, водохозяйственный участок реки — Сунжа от впадения реки Аргун и до устья. Речной бассейн реки — Реки бассейна Каспийского моря междуречья Терека и Волги.
Код объекта в государственном водном реестре — 07020001312108200006371.